# Balf
Balf (niem. Wolfs) – obecnie dzielnica Sopronu, a do 1985 samodzielna miejscowość w północno-zachodnich Węgrzech, u wschodnich podnóży Gór Soprońskich, kilka kilometrów na południe od Jeziora Nezyderskiego, 7 kilometrów od centrum Sopronu i 75 kilometrów od Wiednia. 
Balf od XVI wieku jest znanym kąpieliskiem i uzdrowiskiem. Gorące źródła znane są już od czasów rzymskich. W składzie ich wód są związki zasadowe, dwutlenek węgla, chlor, siarka, których właściwości wskazane są przy leczeniu przewlekłych schorzeń układu ruchowego, a w formie pitnej stosowana jest przy chorobach żołądka i jelit. Woda pitna z tego ujęcia jest także butelkowana i sprzedawana.
W czasie drugiej wojny światowej Balf zostało dość poważnie zniszczone, odnowiono je dopiero w 1975.